# Billel Messaoudi
Billel Messaoudi (Kadiria, 21 dicembre 1997) è un calciatore algerino, centrocampista del Bandırmaspor in prestito dal Kortrijk.

## Carriera
Cresciuto nel settore giovanile dell'USM Alger, nel 2017 firma il suo primo contratto professionistico con lo JS Saoura. Il 13 ottobre debutta in Ligue 1 disputando l'incontro pareggiato 1-1 contro il CR Belouizdad; conclude la stagione con 3 presenze in campionato. L'anno successivo viene girato in prestito al WA Tlemcen, militante nella seconda divisione algerina. Rientrato dal prestito, trova una certa continuità, totalizzando 42 presenze e 21 reti in campionato in due stagioni complessive. Il 31 agosto 2021 viene nuovamente girato in prestito, questa volta al Kortrijk, nella prima divisione belga.

## Statistiche

### Presenze e reti nei club
Statistiche aggiornate al 27 settembre 2021.
| Stagione         | Squadra          | Campionato       | Campionato | Campionato | Coppe nazionali | Coppe nazionali | Coppe nazionali | Coppe continentali | Coppe continentali | Coppe continentali | Altre coppe | Altre coppe | Altre coppe | Totale | Totale |
| Stagione         | Squadra          | Comp             | Pres       | Reti       | Comp            | Pres            | Reti            | Comp               | Pres               | Reti               | Comp        | Pres        | Reti        | Pres   | Reti   |
| ---------------- | ---------------- | ---------------- | ---------- | ---------- | --------------- | --------------- | --------------- | ------------------ | ------------------ | ------------------ | ----------- | ----------- | ----------- | ------ | ------ |
| 2017-2018        | JS Saoura        | L1               | 3          | 0          |                 | -               | -               |                    | -                  | -                  |             | -           | -           | 3      | 0      |
| 2018-2019        | WA Tlemcen       | L2               | ?          | ?          | CA              | 1               | 0               |                    | -                  | -                  |             | -           | -           | 1      | 0      |
| 2019-2020        | JS Saoura        | L1               | 19         | 2          | CA              | 1               | 1               |                    | -                  | -                  |             | -           | -           | 20     | 3      |
| 2020-2021        | JS Saoura        | L1               | 23         | 19         | CdL             | 1               | 0               |                    | -                  | -                  |             | -           | -           | 24     | 19     |
| Totale JS Saoura | Totale JS Saoura | Totale JS Saoura | 42         | 21         |                 | 2               | 1               |                    | -                  | -                  |             | -           | -           | 44     | 22     |
| 2021-2022        | Kortrijk         | D1               | 0          | 0          | CB              | 0               | 0               |                    | -                  | -                  |             | -           | -           | 0      | 0      |
| Totale carriera  | Totale carriera  | Totale carriera  | 45         | 21         |                 | 3               | 3               |                    | -                  | -                  |             | -           | -           | 48     | 24     |